# مرتضى نظمي زاده
مرتضى نظمي زاده أو مرتضى السيد علي نظمي البغدادي ثم الرومي، الاديب المؤرخ الحنفي،  مترجم وشاعر ماهر، من أصل تركي، وهو ابن الشاعر نظمي زاده البغدادي، وشقيق الكاتب حسين أفندي، ولد في بغداد وتوفي في الاستانة، له مؤلفات تاريخية مهمة.
وقد هاجر والده من بغداد مع أغلب الأتراك حينما استولى عليها الشاه عباس الصفوي سنة 1623م، وقد عاد إليها فيما بعد، عندما أُستردت من قبل السلطان العثماني مراد الرابع عام 1638م. 

## الخروج من بغداد
ان والده هو الشاعر نظمي زاده، قد هاجر مع اغلب الاتراك من بغداد حينما استولى عليها الشاه عباس، فقد اختفى اياماً ثم تنكر نظمي زاده بزي درويش واخذ معه والدته وهو مكشوف الرأس حافي القدمين، لا زاد له ووجهته آسيا الصغرى (الأناضول)، واجتاز بالحلة و كربلاء، فاقام فيهما مدة للراحة، ثم سار نحو حافظ أحمد باشا، وكان الباشا بطريقه إلى العراق عائداً إليه ليحاول إسترداد بغداد ممن أخذها، الأمر الذي لم يفلح فيه.
وكانت بين نظمي وبين القائد حافظ أحمد باشا معرفة سابقة، فتتبع نظمي أحمد باشا إلى آسيا الصغرى، وتسلى عن بعده من موطنه بتردده إلى كبار الموظفين من هم برتبة وزير (مير ميران) وباثرائه من رفقتهم، والمحتمل ان ثروته جمعت مما كانوا يهدونه اليه لقاء قصائده التي يمجدهم بها. فقد أنشد قصيدة حينما قدم السلطان مراد الرابع إلى أورفة، وهو يسير إلى بغداد سنة (1048ه‍/ 1638م)، وقد عاد الشاعر نظمي زاده إلى وطنه بغداد، بعد ان أسترجعها الأتراك. وكانت عودته عقيب علمه بموت الشاه صفي ملك فارس في (14 صفر 1052ه‍/ 14 آيار 1642م)، وبرفقته أولاده وحفدته وظل عائشاً بعد ذلك، فانه نظم في سنة (1069ه‍/ 1658/ 59م) تأريخاً لبناء مسجد السلاحدار محمد باشا، ذلك الجامع الذي لم يتم بناءه إلا في سنة (1094ه‍/ 1683م)، ويقع في محلة رأس القرية، ويعرف اليوم بجامع الخاصكي، هذا ما كان من أمر والده نظمي زاده.

## بداية كتاباته التاريخية
مرتضى أفندي، بما ان والده الشاعر المعروف نظمي زاده، فقد تعرف على رجال نقلوا حكاية إستعداد الجيش العثماني لمحاصرة بغداد سنة (1035ه‍/ 1625م)، وكانت بغداد إذ ذاك بقبضة صفي قولي خان الذي ولاه الإيرانيون عليها. وكذلك كان قد روى ملحتين ونظم عدة تواريخ في إسترداد قبرص سنة (1081ه‍)، وفي مولد السلطان أحمد الثالث سنة (1084ه‍/ 1673م)، وفي ترميم معروف الكرخي في زمن عبد الرحمن باشا الذي كان والياً في بغداد من سنة (1085ه‍ / 1674م إلى سنة 1087ه‍/ 1676م)، وكذلك في تمام السلاحشور محمد بك لجامع السلاحدار في سنة (1094ه‍/ 1687م). فقد كان مرتضى أفندي شاهد عيان للوقائع التي يرويها.

## مؤلفاته
- جامع الأنوار في مناقب الأخيار[6]
- كلشن خلفا أو روضة الخلفاء[7]
- تذكرة الأولياء في تراجم الأئمة والمتصوفة والزهاد[8]
- ديوان شعر تركي
- ذيل سير نابي:الذيل على ذيل النابي الرهاوي لسير النبي صلى الله عليه وسلم
- شرح تاريخ وصاف الحضرة تركي[9]
- شرح لشواهد مغني اللبيب
- تيمور نامه أو تاريخ تيمور كوركان:وهو ترجمة كتاب عجائب المقدور في نوائب تيمور لابن عربشاه[10]
- ترجمة تاريخ ابن عربشاه إلى الفارسية
- ترجمة معجم وصاف الحضرة:جعل صاحب (عثمانلي مؤلفري) مرتضى أفندي آل نظمي وحسين أفندي آل نظمي إسمين لمسمى واحد ومزج بينهما فقال:«نظمي زاده حسين مرتضى أفندي» وعقد لهما ترجمة واحدة للإثنين باعتبارهما شخصاً واحداً، وعدد مؤلفات الاثنين بهذه الصورة، وبين هذه المؤلفات مايستحق التدقيق ويدعوا للنظر .[11]

## وفاته
توفي المؤرخ البغدادي مرتضى أفندي نظمي زاده في الاستانة حسب ما ذكر في السجل سنة 1136ه‍/ 1723م.

وفي رواية سنة 1133ه‍/ 1720م، وفي أخرى كانت وفاته في الاستانة في العقد الرابع من القرن الثاني عشر للهجرة بين سنة (1117ه‍ وسنة 1128ه‍) .